# Samuel Meurant
Pour les articles homonymes, voir Meurant.
Samuel Meurant, né le 10 octobre 1972, est un joueur français de baseball qui évolue au poste de lanceur chez les Templiers de Sénart. Il est le frère de David Meurant et le frère jumeau d'Anthony Meurant. Les trois frères ont évolué ensemble durant plusieurs années en équipe de France et chez les Templiers de Sénart.

## Biographie

### Vie personnelle
Samuel Meurant a eu le 6 avril 2009 une petite fille, Lili Rose.

## Carrière professionnelle
Il a évolué en 2003 dans la Hoofdklasse, le deuxième meilleur championnat européen.
Le 1er septembre 2010, il est victime d'une fracture au poignet droit durant un match international entre la France et la Suède. Il annonce après cette blessure sa retraite internationale. Il revient à la compétition avec les Templiers de Sénart en 2011 après 9 mois de rééducation. Puis il annonce sa retraite que 2012 sera sa dernière saison.
Le club des Templiers de Sénart a décidé de retirer son numéro (10) à l'occasion de la Coupe d'Europe 2013.

## Statistiques
En Championnat de France Élite
| Saison | Équipe   | G | AB | R | H | 2B | 3B | HR | RBI | SB | BA |
| ------ | -------- | - | -- | - | - | -- | -- | -- | --- | -- | -- |
| 1998   | Saint-Lô | ? | ?  | ? | ? | ?  | ?  | ?  | ?   | ?  | ?  |
| 2000   | Savigny  | ? | ?  | ? | ? | ?  | ?  | ?  | ?   | ?  | ?  |
| 2005   | Toulouse | ? | ?  | ? | ? | ?  | ?  | ?  | ?   | ?  | ?  |
| 2006   | Toulouse | ? | ?  | ? | ? | ?  | ?  | ?  | ?   | ?  | ?  |
| 2007   | Sénart   | ? | ?  | ? | ? | ?  | ?  | ?  | ?   | ?  | ?  |
| 2008   | Sénart   |   |    |   |   |    |    |    |     |    |    |
| 2009   | Sénart   |   |    |   |   |    |    |    |     |    |    |
| 2010   | Sénart   |   |    |   |   |    |    |    |     |    |    |
| 2011   | Sénart   | ? | ?  | ? | ? | ?  | ?  | ?  | ?   | ?  | ?  |
| 2012   | Sénart   |   |    |   |   |    |    |    |     |    |    |
| Totaux | Totaux   | ? | ?  | ? | ? | ?  | ?  | ?  | ?   | ?  | ?  |

Note : G = Matches joués ; AB = Passages au bâton; R = Points ; H = Coups sûrs ; 2B = Doubles ; 3B = Triples ; 
HR = Coup de circuit ; RBI = Points produits ; SB = Buts volés ; BA = Moyenne au bâton.
| Saison | Équipe   | G | GS | CG | SHO | V | D | SV | IP | SO | ERA |
| ------ | -------- | - | -- | -- | --- | - | - | -- | -- | -- | --- |
| 1998   | Saint-Lô | ? | ?  | ?  | ?   | ? | ? | ?  | ?  | ?  | ?   |
| 2000   | Savigny  | ? | ?  | ?  | ?   | ? | ? | ?  | ?  | ?  | ?   |
| 2005   | Toulouse | ? | ?  | ?  | ?   | ? | ? | ?  | ?  | ?  | ?   |
| 2006   | Toulouse | ? | ?  | ?  | ?   | ? | ? | ?  | ?  | ?  | ?   |
| 2007   | Sénart   | ? | ?  | ?  | ?   | ? | ? | ?  | ?  | ?  | ?   |
| 2008   | Sénart   |   |    |    |     |   |   |    |    |    |     |
| 2009   | Sénart   |   |    |    |     |   |   |    |    |    |     |
| 2010   | Sénart   |   |    |    |     |   |   |    |    |    |     |
| 2011   | Sénart   | ? | ?  | ?  | ?   | ? | ? | ?  | ?  | ?  | ?   |
| 2012   | Rouen    |   |    |    |     |   |   |    |    |    |     |
| Totaux | Totaux   | ? | ?  | ?  | ?   | ? | ? | ?  | ?  | ?  | ?   |

Note : G = Matches joués ; GS = Matches comme lanceur partant ; CG = Matches complets ; SHO = Blanchissages ; 
V = Victoires ; D = Défaites ; SV = Sauvetages ; IP = Manches lancées ; SO = Retraits sur des prises ; ERA = Moyenne de points mérités.
Statistique durant ces deux saisons en Belgique

## Palmarès
Meilleur lanceur:
- Championnat d'Europe: 2005[8]
- Coupe du monde: 2001[8]
- Championnat de France: 2006 et 2007[1]
- Challenge de France: 2007 et 2009